# 2002 à Terre-Neuve-et-Labrador
Chronologie de Terre-Neuve-et-Labrador
- 1998
- 1999
- 2000
- 2001
- 2002
- 2003
- 2004
- 2005
- 2006

Cette page concerne des événements survenus en 2002 dans la province canadienne de Terre-Neuve-et-Labrador.

## Politique
- Premier ministre : Roger Grimes
- Chef de l'Opposition :
- Lieutenant-gouverneur : Arthur Maxwell House (en) puis Edward Roberts (en)
- Législature :